# Filialkirche Heiligenleithen

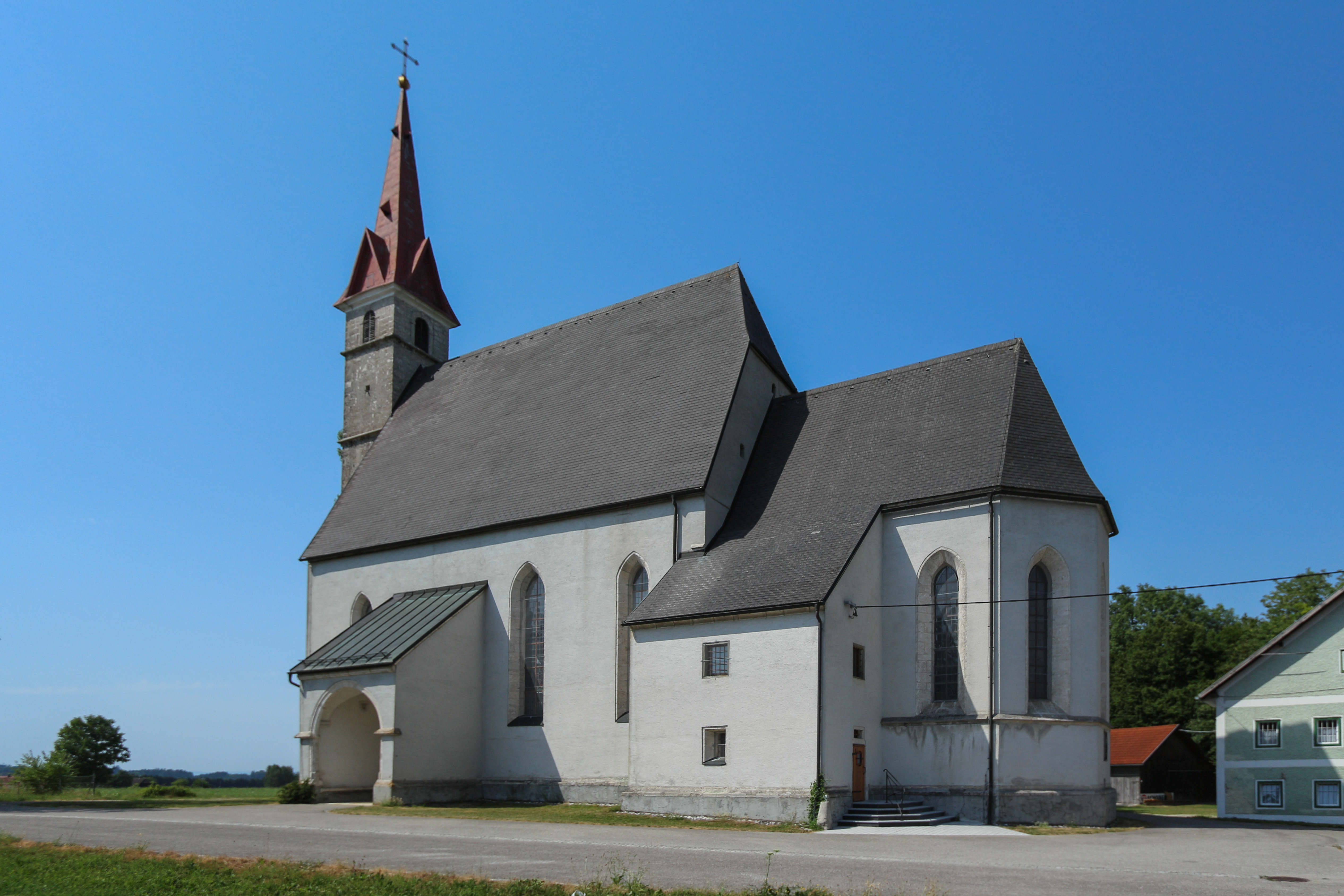
Filial- und Wallfahrtskirche Heiligenleithen (2013)

Die Filial- und Wallfahrtskirche Heiligenleithen bei Pettenbach ist eine römisch-katholische Filialkirche, die dem heiligen Leonhard gewidmet ist. Sie gehört zum Dekanat Pettenbach in der Diözese Linz. Der Leonhardiritt ist bis weit über die Grenzen bekannt. Die Kirche steht unter Denkmalschutz.

## Geschichte
Am 5. März 1431 beurkundete Herzog Albrecht V. von Österreich, Leonhard Meuerl auf dessen Grunde eine Kapelle zu Ehren des Hl. Leonhards zu erbauen. 1467 wurde an der Kirche noch gebaut und 1499 das Langhaus fertiggestellt. Sie ist somit die älteste von drei Kirchen Pettenbachs. Drei Glocken hängen im Turm. Am Rande einer Geländewelle situiert (daher der Name Leithn = Abgang) flankiert die Kirche den linken Taleingang des Almtales.

## Architektur
Die Kirche ist eine einschiffige, vierjochige, spätgotische Saalkirche mit eingezogenem Chor im Fünfachtelschluss, gegen Norden mit gotischem Portalvorbau und der Gnadenkapelle Maria Einsiedeln und gegen Süden mit Portalvorbau und Sakristei. Das die Tiefe des Raumes betonende Netzrippengewölbe wächst ohne Kapitelle aus vorgelegten Dreiviertelrund-Diensten, die im Langhaus bis an den Boden führen und im Chor in einem umlaufenden Kaffgesims enden. Die gotische Westempore ist dreiachsig hat bei der Barockisierung ihre originale Brüstung (Geländer) verloren. Hingegen sind der gotische Emporenaufgang, die auf Pfeiler ruhenden Sternrippengewölbe der Empore wie auch der Rest eines gotischen Chorgestühls erhalten. Weiters birgt die Kirche einen Schatz aus der spätgotischen Zeit, eine Statue des hl. Leonhard, die um 1500 geschaffen wurde.

## Ausstattung
Der in Gmunden bei Josef Unterberger geschnitzte neugotische Hochaltar entstand 1891. Über der Predellazone mit Tabernakel erscheint im spitzbogigen Rahmen das Hochrelief des hl. Leonhard als Fürbitter der Kranken und des Viehs, angeblich mit den Zügen des damaligen Abtes Leonhard Achleuthner. Die flankierenden Reliefs zeigen den hl. Florian und den hl. Rochus (Patron der Schlosskapelle der Seisenburg). Oben erscheint in der Mitte die Hl. Dreifaltigkeit umgeben vom hl. Wendelin und von einem hl. Märtyrer mit Löwen und Schwert, dem hl. Agapitus (Patron des Stiftes Kremsmünster). Nur die Reliefs sind farbig gefasst, der Rahmen jedoch naturbelassen. Das Thema des Altars ist dem Vorgängerbild im Hochaltar nachempfunden. (Siehe Ölbild des hl. Leonhard in der Pfarrkirche)

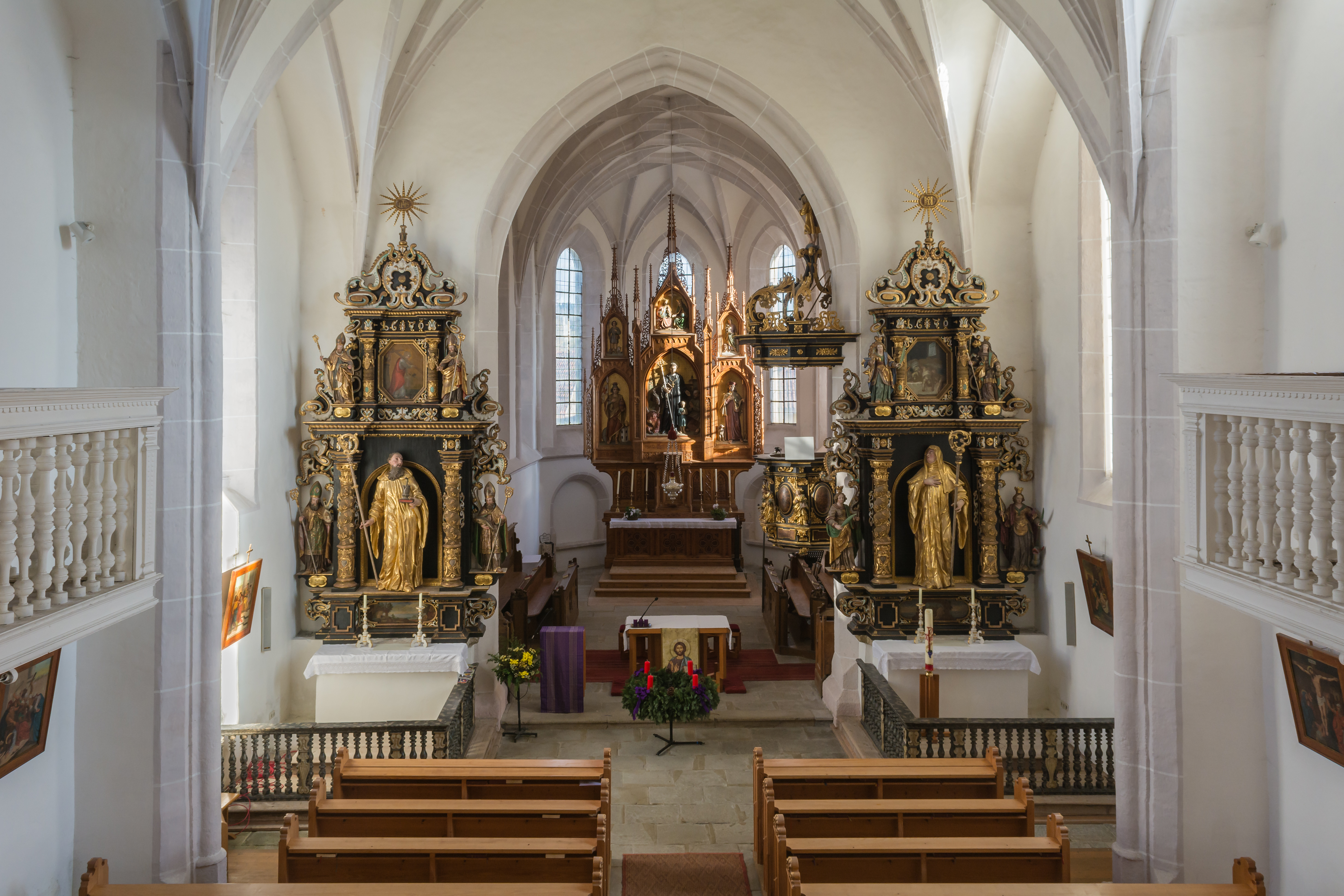
Blick von Empore auf Hochaltar, Seitenaltäre und Kanzel

Der rechte Scholastika-Altar zeigt die hll. Märtyrerinnen Ursula und Margaretha zu Seiten der Benediktinerin und oben die hll. Apollonia und Elisabeth von Thüringen, die das Auszugsbild der unschuldigen Kinder flankieren.
Der linke Altaraufbau (Benedikt) zeigt die hll. Wolfgang und Ulrich, oben die hll. Bischöfe Nikolaus und Blasius, während als Aufsatzbild Christus als Kreuzträger gewählt ist. Über diesem ist deutlich die Jahreszahl 1670 erkennbar.

## Glocken
Im Turm der Filialkirche hängen drei Glocken, die in den Tönen c" e" und g" erklingen. Die älteste der drei Glocken ist die größte Glocke aus dem Jahre 1651.

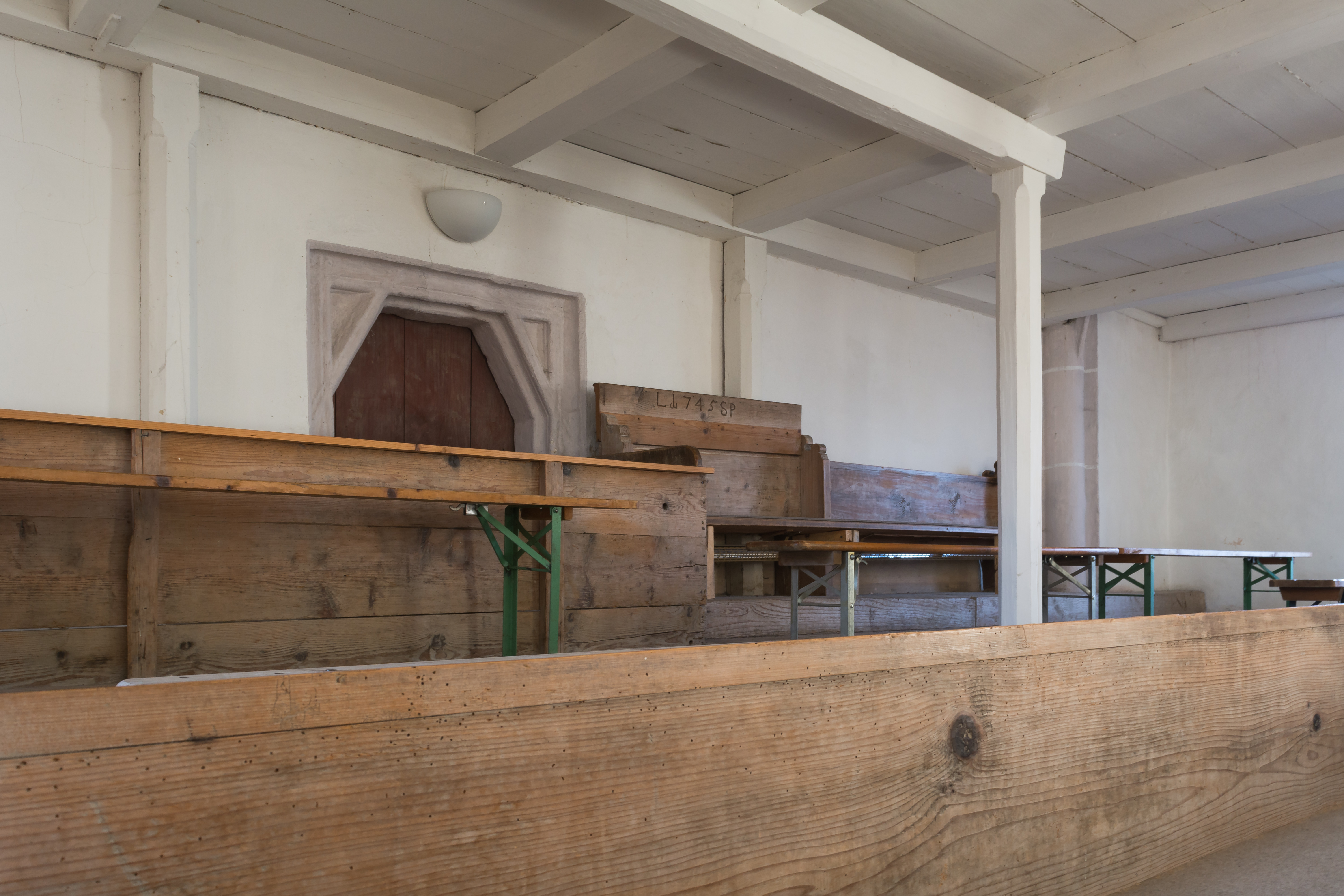
Kirchenbänke auf der unteren Empore

## Sonstiges
Heute ist die Kirche eine beliebte Hochzeits- und Taufkirche. Im Wallfahrtskalender sind immer noch regelmäßige Wallfahrten zu den Bitttagen im Mai, zu den goldenen Samstagnächten und natürlich rund um den alljährlich stattfindenden Leonhardiritt verzeichnet. Auch im Jahreskreis kommen immer wieder Wallfahrtsgruppen nach Heiligenleithen.